# Blågrön strandlöpare
Blågrön strandlöpare (Bembidion mckinleyi) är en skalbaggsart som beskrevs av Henry Clinton Fall. Blågrön strandlöpare ingår i släktet Bembidion och familjen jordlöpare. Arten är reproducerande i Sverige. Inga underarter finns listade i Catalogue of Life.